# Paul Ward
Paul Ward, né le 23 juin 1973, est un arbitre canadien de soccer, qui officie internationalement depuis 2007. Il office en MLS.

## Carrière
Il a officié dans des compétitions majeures : 
- Gold Cup 2009 (1 match)
- Championnat d'Amérique du Nord, centrale et Caraïbe de football des moins de 17 ans 2011